# 로스코역
로스코(Roscoe)역은 로스앤젤레스 메트로 버스웨이의 G선의 역중 하나이다. 샌퍼넌도밸리(San Fernando Valley) 서부의 카노가 파크(Canoga Park)에 위치하며, 2012년 6월에 개업했다. 이 역은 현재 메트로 G선 채스워스 연장선의 일부로 운행 중이다. 이 역에는 자전거 보관함이 있다. 이 역에는 주차장이 계획되지 않았다.
이 역은 카노가 애비뉴(Canoga Avenue)와 로스코 대로(Roscoe Boulevard)의 교차로에 위치해 있다. 이 역은 기존의 G선역과 유사한 시설을 갖추고 있다. 또한 역 오렌지 라인 역과 유사한 역 시설을 갖추고 있다. 또한 역 예술작품이 추가되어 있다.

## 운행 정보

### 역 구조
| 동행 | G선 | 채츠워스 방면 (노드호프)      |
| 서행 | G선 | 노스할리우드 방면 (셔먼 웨이) |

### 메트로 버스웨이 운행 정보
메트로 버스웨이 G선은 매일 24시간 운행한다.

### 연결 가능한 버스노선
- 메트로 로컬: 152, 353